# US Open (Snowboard)
Die US Open sind eine der weltweit wichtigsten Snowboard-Veranstaltungen. Der Gründer und Sponsor des Events ist Burton Snowboards, deshalb wird der Event auch Burton US Open genannt.

## Geschichte
1982 gab es noch keine Halfpipe oder Slopestyle und die Boards hatten noch keine Kanten. Eine kleine Gruppe von Surfern und Snowboardern, darunter Jake Burton und sein Backhill, erklommen einen kleinen Hügel in Vermont namens Suicide Six und fuhren so gerade wie möglich herunter. Am schnellsten fuhr Doug Bouton – mit 96,5 km/h – wie einige behaupten, was ihm den ersten US-Open-Sieg einbrachte.
Die Burton US Open zog von Suicide Six nach Snow Valley und war das erste Mal 1985 in Stratton Mountain, wo sie bis 2013 zu Hause war. Sie übernahm den Titel der US Open of Snowboarding. Die Fahrer trugen ab jetzt Speed-Anzüge, um noch schneller ins Ziel zu gelangen.
Das Halfpipe-Fahren debütierte 1988 bei den US Open. Terry Kidwell holte sich den Sieg, während Craig Kelly den Gesamttitel gewann.
Bis 1989 war Craig Kelly die stärkste Konkurrenz, mit der man rechnen musste. Als er 1989 seinen ersten Halfpipe-Sieg bei den US Open erreichte, war er bereits seit 1968 Gesamtweltmeister. 
Als Terje Håkonsen 1990 seine erste Teilnahme an den US Open hatte, fuhr er eine Micro Air und trat gegen Craig Kelly, Shaun Palmer und Jeff Brushie an. Bis 1992 war er der Anführer einer neuen Welle von Freestyle-Talenten und sein Sieg in diesem Jahr war sein erster von drei US-Open-Siegen.
2001 war das erste Jahr (von fünf), in dem Danny Kass die US Open gewann.
Im Jahr 2003 fand das erste US Open Rail Jam statt, das Travis Rice gewann.
Danny Kass wurde 2005 der erfolgreichste männliche Halfpipe-Fahrer in der Geschichte der US Open. 
Shaun White gewann erst 2006 den Halfpipe-Titel. Er gewann auch das Slopestyle-Event. In dieser Saison erzielte er einen Rekord von 12 aufeinanderfolgenden Siegen.
White und Kass hatten jeweils fünf Titel, aber 2013 wurde Kelly Clark mit einem sechsten Sieg der siegreichste Halfpipe-Fahrer der US Open. Bis 2015 hatte sie acht US-Open-Siege eingefahren und wurde zur erfolgreichsten Snowboarderin.
Im Jahr 2015 gewann Yuki Kadono den Slopestyle.
Im Jahr 2021 wurde der Wettbewerb wegen der Corona-Pandemie abgesagt.